# Microlophus duncanensis
Microlophus duncanensis is een hagedis uit de familie kielstaartleguaanachtigen (Tropiduridae).

## Naam en indeling
De wetenschappelijke naam van de soort werd voor het eerst voorgesteld door Georg Baur in 1890. Oorspronkelijk werd de wetenschappelijke naam Tropidurus duncanensis gebruikt.

## Verspreiding en habitat
Microlophus duncanensis komt voor in delen van noordelijk Zuid-Amerika in Ecuador op de Galapagoseilanden. De hagedis leeft endemisch op het kleine eiland Pinzón. Deze hagedis leeft zand- en rotsgebieden in het laagland. Op de omliggende grotere eilanden komt de verwante Microlophus albemarlensis voor.

## Beschermingsstatus
Door de internationale natuurbeschermingsorganisatie IUCN is de beschermingsstatus 'gevoelig' toegewezen (Near Threatened of NT).